# Choquinha-de-barriga-parda
Formigueirinho-de-barriga-parda ou choquinha-de-barriga-parda (Epinecrophylla gutturalis) é uma espécie de ave da família Thamnophilidae.
Pode ser encontrada nos seguintes países: Brasil, Guiana Francesa, Guiana, Suriname e Venezuela.
Os seus habitats naturais são: florestas subtropicais ou tropicais húmidas de baixa altitude.